# 국제포경위원회

국제포경위원회의 회원국 (청색) 정식 리스트에 대해서는 를 참조

국제포경위원회(國際捕鯨委員會, IWC, International Whaling Commission)는 고래에 관한 자원연구조사 및 보호조치를 위해 설립된 국제기구이다. 1946년 12월 2일 워싱턴 D.C.에서 국제포경규제협약(1948년 11월 발효)이 채택됨으로써 이의 시행을 위한 정부간 국제기구로 설립되었다. 본부는 영국의 케임브리지에 두고 있으며, 2022년 현재 88개국이 회원국으로 활동하고 있다. 대한민국은 본 기구에 1978년 12월 29일 가입하였다.
1970년대부터는 조직 내에서 포경업을 중단하자는 의견이 더 강했으며, 이에 따라 1986년에는 5년 동안 상업적 포경을 전면 유기하기로 선언하였다. 현재까지도 이 규정은 대부분 유지되고 있다.
조직 내에서는 반포경파와 심지어 포경을 전면적으로 금지하자는 극반포경과 포경업을 재개하자는 파가 존재한다. 현재 상업포경재개를 위한 논의를 진행 중에 있다.

## 회의 개최
- 2010년 6월 22일부터 6월 25일까지 제62차 총회가 모로코에서 개최되었다.[2]
- 2011년 5월 30일부터 6월 11일까지 제63차 총회가 노르웨이 트롬쇠에서 개최되었다.[3]

## 원주민
역사적으로 포경에 근거해 살아온 이누이트 등 북극 해변의 원주민들은 ‘생존 포경’으로 인정돼 고래를 잡을 수 있다. 미국 알래스카, 러시아 추코트카, 덴마크 등의 원주민들이 그들이다. 전통적으로 고래고기를 먹고 살아온 원주민들이기에 생존을 위한 포경을 허용하는 것이다. 이들이 잡는 고래는 주로 북극고래, 귀신고래, 참고래, 혹등고래, 밍크고래 등이다. 2016년에 원주민 생존 포경은 350여 마리에 이르는 것으로 조사됐다.
2017년 9월, 러시아 북극해의 브란겔섬에서 해안가의 북극고래 사체 한 마리에 북극곰 230마리가 떼로 몰려 있는 희귀한 장면이 관찰됐다. 에스키모(이누이트) 마을에서 사냥한 고래를 해체할 때, 남은 살점을 뜯어먹기 위해 수십 마리가 몰려드는 장면이 종종 관찰됐지만, 이렇게 많은 북극곰이 관찰된 건 처음이다. 짝짓기를 하거나 어미가 새끼를 기르는 2~3년 말고는 북극곰은 기본적으로 '단독생활'을 하는 동물이다. 북극곰은 지구온난화로 먹이가 줄어들어 멸종위기종이 되었다.

## 탈퇴
1982년 캐나다를 필두로 필리핀, 이집트, 베네수엘라, 그리스 등 국가가 IWC를 탈퇴했으나 미국과 중국 등 주요 국가들은 여전히 회원으로 남아있다.
IWC 창립회원국인 캐나다는 1982년 탈퇴했는데, 원주민의 생존을 위한 포경을 허용하고 있다.
2019년 6월 30일, 일본이 탈퇴했다. 7월 1일부터 상업포경을 재개한다. 고래고기를 즐겨 먹는 일본의 고래 소비량은 1960년대에는 연간 23만t 이상이었다. 이후 고래고기 식용에 대한 국제적인 비판 여론의 영향으로 줄긴 했지만 여전히 연간 5천t가량이 소비되는 것으로 알려졌다.
고래고기 수요가 많은 일본은 과학적 조사 목적이란 명목으로 남극 등에서 고래를 잡고 있다. ‘제한된 범위 내에서 연구 목적의 포경은 허용한다’는 IWC 규정을 이용해 고래잡이를 계속하는 것이다. 이에 국제사회의 반발을 사서, 호주로부터 제소를 당한 일본은 2014년 국제사법재판소(ICJ)로부터 ‘포경을 중단하라’는 판결을 받았지만, 여전히 이를 받아들이지 않고 있다. 2016년 남극해에서 밍크고래 330여 마리를 잡는 등 모두 480여 마리를 포획한 것으로 알려졌다.

## 회원국
- 가나
- 가봉
- 감비아
- 그레나다
- 기니
- 기니비사우
- 나우루
- 남아프리카 공화국
- 네덜란드
- 노르웨이
- 뉴질랜드
- 니카라과
- 대한민국
- 덴마크
- 도미니카 공화국
- 도미니카 연방
- 독일
- 라오스
- 라이베리아
- 러시아
- 루마니아
- 룩셈부르크
- 리투아니아
- 마셜 제도
- 말리
- 멕시코
- 모나코
- 모로코
- 모리타니
- 몽골
- 미국
- 베냉
- 벨기에
- 벨리즈
- 불가리아
- 브라질
- 산마리노
- 상투메 프린시페
- 세네갈
- 세인트루시아
- 세인트빈센트 그레나딘
- 세인트키츠 네비스
- 솔로몬 제도
- 수리남
- 스웨덴
- 스위스
- 스페인
- 슬로바키아
- 슬로베니아
- 아르헨티나
- 아이슬란드
- 아일랜드
- 앤티가 바부다
- 에리트레아
- 에스토니아
- 에콰도르
- 영국
- 오만
- 오스트레일리아
- 오스트리아
- 우루과이
- 이스라엘
- 이탈리아
- 인도
- 중국
- 체코
- 칠레
- 카메룬
- 캄보디아
- 케냐
- 코스타리카
- 코트디부아르
- 콜롬비아
- 콩고 공화국
- 크로아티아
- 키리바시
- 키프로스
- 탄자니아
- 토고
- 투발루
- 파나마
- 팔라우
- 페루
- 포르투갈
- 폴란드
- 프랑스
- 핀란드
- 헝가리

### 이전 회원국
- 그리스
- 베네수엘라
- 이집트
- 일본
- 자메이카
- 캐나다
- 필리핀

## 같이 보기
- 일본의 포경